# Metaselenca halbum
Metaselenca halbum is een hooiwagen uit de familie Assamiidae.